# Coelogyne radicosa
Coelogyne radicosa é uma espécie de orquídea epífita, família Orchidaceae, que é nativa da Tailândia, Península da Malásia e norte de Borneu.